# Monsieur
Pour les articles homonymes, voir Monsieur (homonymie).

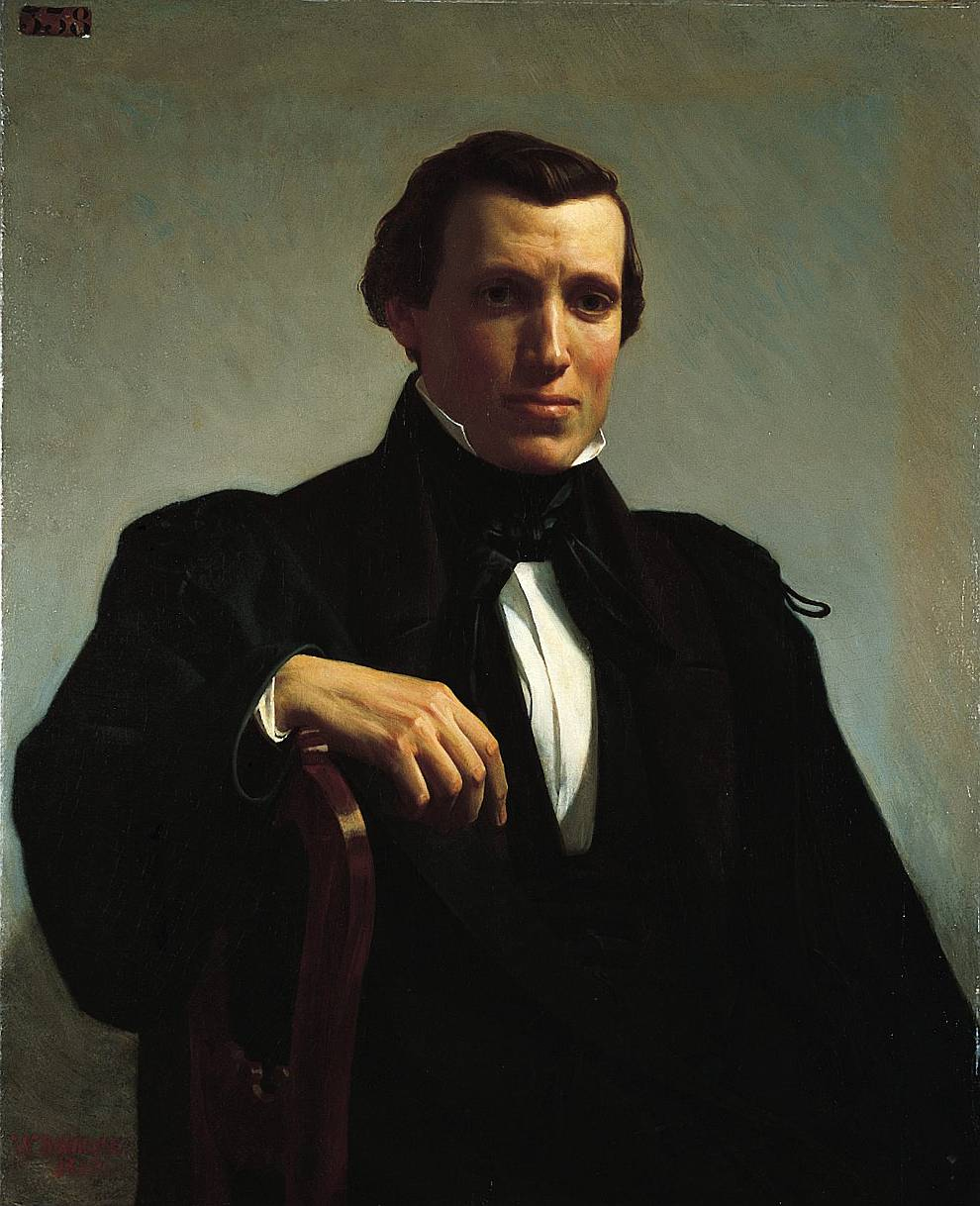
« Monsieur » : une désignation empreinte de solennité renvoyant à une société aux fondations aristocratiques - (œuvre de jeunesse de William Bouguereau).

Monsieur (abrégé en M.) est, en français, un titre de civilité que l'on donne aux hommes lorsque l'on s'adresse à eux.

## Étymologie
Il s’agit de la contraction de l’adjectif possessif mon et du nom commun sieur, qui est lui-même une contraction de seigneur. Il est donc une forme simplifiée de monseigneur., sens particulièrement évident dans le titre d'appel Monsieur, frère du roi, appellation donnée à l'aîné des frères puînés du roi de France, du XVIe au XIXe siècle (Anjou ; Alençon ; Gaston d'Orléans ; Philippe d'Orléans, frère de Louis XIV ; Provence, puis Artois). 
Par l’usage, il ne se prononce plus comme il s’écrit. La prononciation moderne est /mǝ.sjø/ (me-sieu). Le r étant donc muet, et s'il est suivi d'un nom commençant par une voyelle, on ne fait pas l'enchaînement.

## Abréviation
Monsieur est abrégé en « M. ». Anciennement on trouvait Mr. Mais le titre de civilité ne s'abrège pas quand on s'adresse à la personne ; dans l'appel d'une lettre, dans la formule de salutation et sur l'enveloppe, on écrit Monsieur, toujours en toutes lettres, avec la majuscule initiale.
L’existence ancienne de Mr est attestée dans les manuscrits du XVIe au XVIIIe siècle ou encore le dictionnaire de Ménage (1694), mais celle-ci est tombée en désuétude au profit de la seule abréviation M. à partir du début du XXe siècle.
L’abréviation M. apparaît ainsi seule depuis la huitième édition du dictionnaire (1932) de l’Académie française.
On note cependant depuis quelques années un retour en usage de la forme Mr, ou un usage erroné de Mr, sans doute favorisés par analogie avec la forme anglaise, Mr (anglais britannique) ou Mr. (anglais américain), abréviations de Mister. Certains auteurs affirment que l'abréviation Mr est cohérente avec les autres abréviations Mme, Mlle et Mgr. La forme Mr. ne serait en revanche pas correcte en français, car monsieur se terminant par un r, il n'est pas nécessaire d'ajouter un point.
En revanche, le Lexique des règles typographiques en usage à l’Imprimerie nationale et le Code typographique à l’usage de la Presse du CFPJ, ainsi que de nombreux grammairiens préconisent l’utilisation de M. exclusivement.
L’Académie française semble quant à elle revenir à un usage circonstancié de Mr avec certaines explications pouvant être entendues voire retenues.

## Pluriel
Le pluriel de Monsieur est Messieurs (contraction de mes et seigneurs), qui s’abrège en « MM. ». Si l’abréviation Mr est utilisée au singulier, elle se pluralise en Mrs,. Toutefois, cette dernière option peut être source de confusion pour les anglophones, pour qui Mrs est prononcé /⁠ˈmɪsɨs/ et signifie en français Madame. Mais, de nouveau, le titre de civilité ne s'abrège pas quand on s'adresse aux personnes ; dans l'appel d'une lettre et sur l'enveloppe, on écrit Messieurs, toujours en toutes lettres, avec la majuscule initiale.

## Typographie
Si la majuscule est de rigueur lorsque le mot commence une phrase ou constitue l'appel d'une lettre, elle le cède en général à la minuscule dans le corps du texte. Le mot n'est en effet pas un nom propre. On écrit ainsi, monsieur le président, monsieur le maire, etc.